# Casa de la Buelga
La casa de la Buelga es un palacio barroco situado en Ciaño, en el concejo asturiano de Langreo (España). Fue reedificado en el siglo XVIII, aunque tiene su origen en una edificación del siglo XIV.

## Descripción
Los Buelga eran una de las familias nobles que más tierras poseía en el concejo de Langreo. La construcción original es de época medieval, al igual que otras casonas de Ciaño, sufriendo varias reformas hasta la actualidad. De su parte primitiva se aprecian unas saeteras. 
La mayor reforma se hizo en 1653, y en 1776 se añade la fachada actual. Se organiza en dos pisos, el de abajo con su entrada en arco de carpanel sin molduras y las ventanas enmarcadas por sillares con moldura de oreja. El piso superior tiene cuatro balcones con vuelo de forja entre los que se sitúa el escudo nobiliario. En la fachada sur alberga un gran corredor con galería, típico de las casonas asturianas. Tiene una capilla anexa datada en el siglo XVI, en la que su portada está formada por un vano adintelado con pequeña moldura de orejas y en la espadaña. En el interior conserva su altar. En 2021 saltó la polémica al conocerse que se usaba como almacén de aperos de jardinería y obras que fueron retirados tras publicarse en la prensa.
Alrededor de la casona se ubicaban varias dependencias auxiliares como bodega, cuadra y molino. Sólo se conservan la panera y un palomar de piedra. 

### Uso actual
Tras ser rehabilitada funcionó como aula de la Universidad de Oviedo y centro de estudio. 